# Vauxhall
Pour les articles homonymes, voir Vauxhall (homonymie).

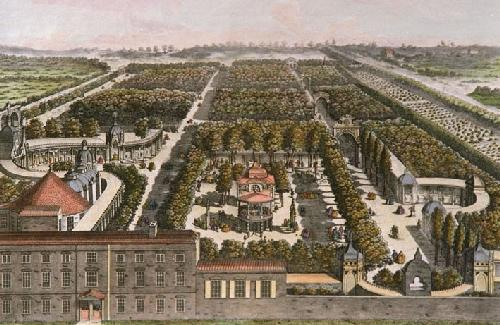
Vue en perspective des Vauxhall Gardens de Londres, gravure de 1751.

Un Vauxhall était, au XVIIIe siècle, un établissement de divertissements organisé autour d'un pavillon de concert et d'un bal de plein air ou en salle. La vogue des Vauxhalls, lancée en Angleterre, se répandit ensuite sur le continent, à la faveur de l'évolution des mœurs vers davantage de sociabilité et de plaisir, en même temps que la bourgeoisie naissante refusait de se mêler aux divertissements du peuple qui, de tout temps, avait dansé en plein air ou sous des tonnelles dressées sur des places publiques.
Un Vauxhall comprenait pour l'essentiel un parquet de danse et une tribune permettant d'abriter un orchestre entourés de promenoirs et de colonnades. Pour répondre à la demande du public, on y trouvait aussi des salons particuliers, des magasins de frivolités, des cabinets de lecture où l'on pouvait lire la presse internationale, parfois même une loge maçonnique. Le décor perpétuait des traditions baroques, avec guirlandes, rocailles, bosquets, jets d'eau, multipliés par des jeux de miroirs.

## Étymologie
Le premier établissement qualifié de vauxhall est celui connu en son temps sous le nom de Vauxhall Gardens de Londres, préfiguration des actuels Vauxhall Pleasure Gardens. Malgré l'absence de preuves formelles, il est généralement admis, sous les réserves qui s'imposent, que son nom dérive d'un ancien manoir où séjourna Foulques de Bréauté (mort en 1226, Falke de Bréauté en anglais), mercenaire d'origine normande à la solde des rois d'Angleterre. L'ancien domaine dit Falke's ou Faulke's Hall aurait, par déformation donné Fox Hall et enfin Vaux Hall. 
Le nom propre Vauxhall Spring Gardens apparaît ponctuellement en 1729, puis dans la version tronquée Vauxhall Gardens introduite en 1738 par les paroles d'une chanson écrites par le poète John Lockman, alors employé par Jonathan Tyers, le propriétaire-exploitant du New Spring Garden pour promouvoir ce jardins de plaisir établi depuis au moins 1661 sur la rive droite de la Tamise, plus exactement dans la campagne des environs de Kennington aux portes de Londres. Même si elle figura également sur la couverture d'un recueil de chansons publié en 1745, la dénomination Vauxhall Gardens semble n'avoir supplanté celle de New Spring Gardens de façon officielle et définitive que vers les années 1780. C'est à cette occasion que le jardin d'agrément librement accessible est transformé en parc de spectacle à vocation plus mercantile et qu'un droit d'entrée est instauré. Quant au quartier de Vauxhall son nom ne se généralise qu'à partir de ces années-là. 
Le nom commun vauxhall, est un néologisme anglo-saxon forgé à partir du parc-spectacle[pas clair].

## Histoire

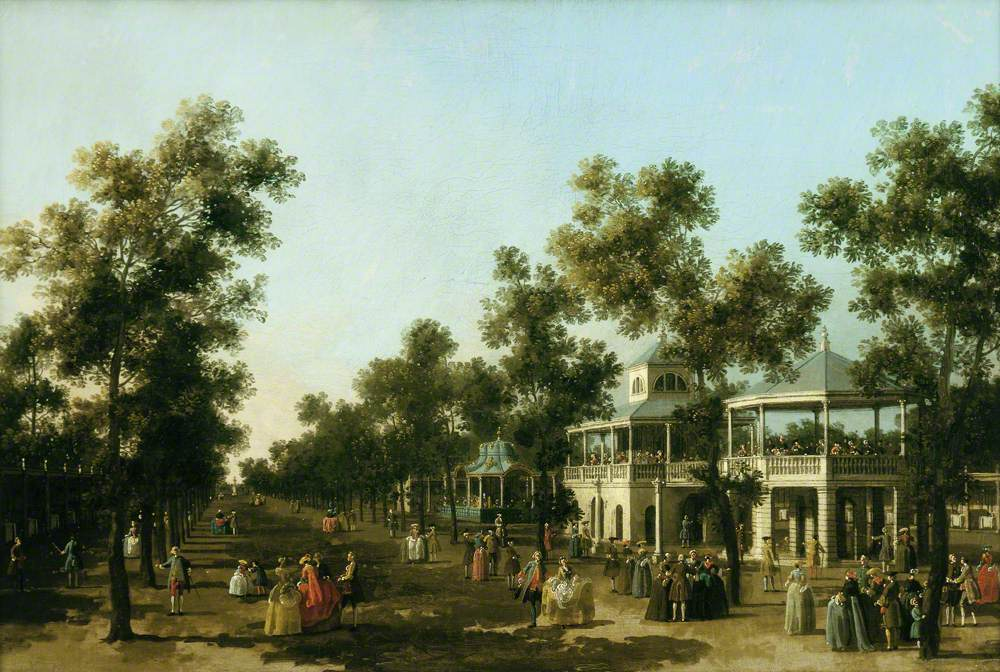
La Grande allée, Vauxhall Gardens
par Canaletto, vers 1751
Compton Verney, Warwickshire

Le succès des Vauxhall Gardens fut tel, qu'au cours de la deuxième moitié du XVIIIe siècle bon nombre de lieux à vocation similaire furent non seulement transformés ou créés sur leur modèle, mais adoptèrent aussi le nom de Vauxhall. Le concept innovant du parc public payant à spectacle fut rapidement adopté au-delà des frontières de l'Angleterre où se répandit également - en cette période de l'anglomanie naissante - le mot vauxhall emprunté à l'anglais. En France l'emploi de ce mot est aujourd'hui limité au contexte historique.

## Angleterre

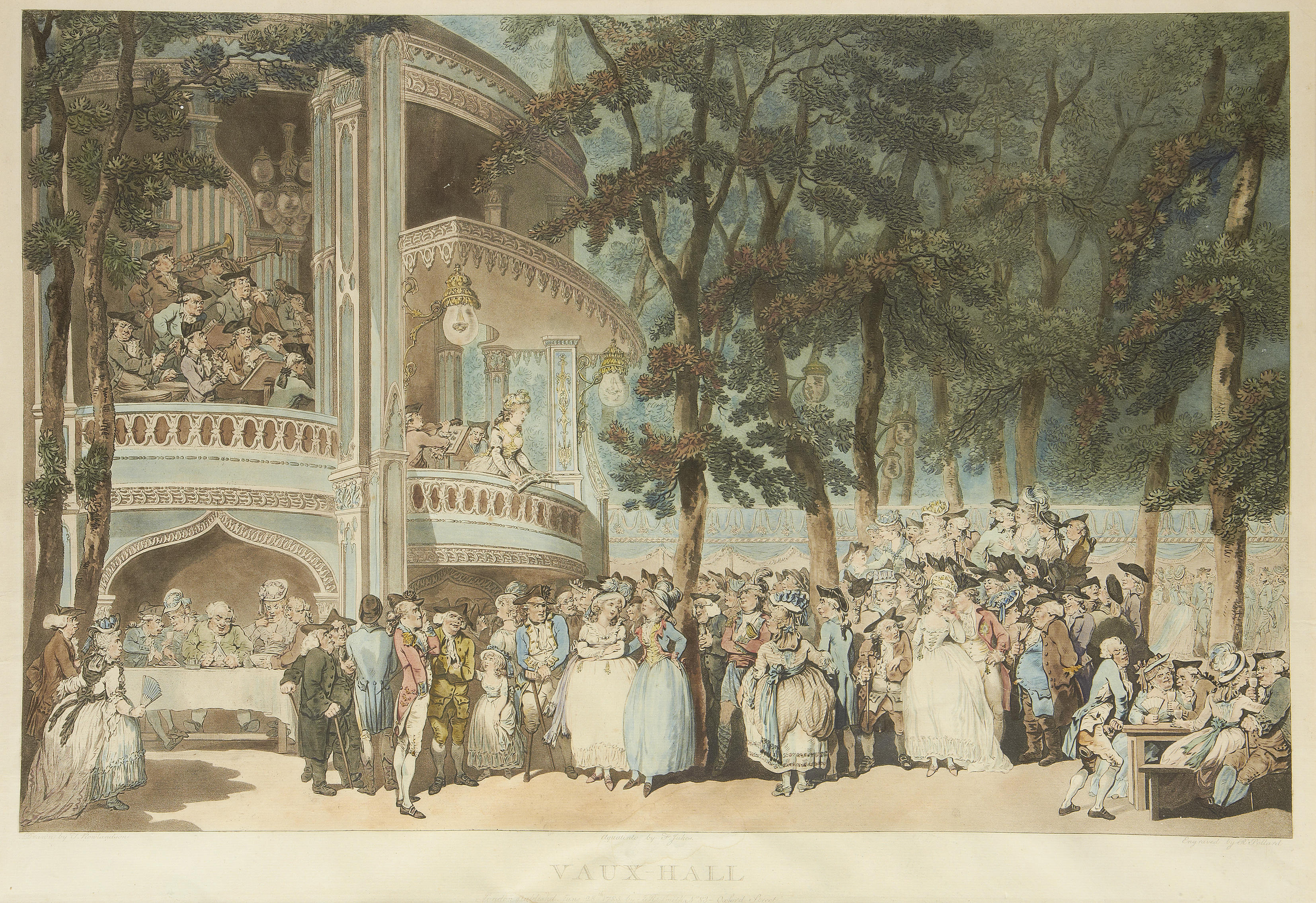
Les Vauxhall Gardens en 1785

Ce ne fut qu'à partir des années 1780 que les Vauxhall Gardens de Londres portèrent officiellement ce nouveau nom, mais l'origine d'un lieu de divertissement à son emplacement peut être tracé jusqu'au temps de Charles II. De l'époque de son règne date en effet la plus ancienne mention que l'on ait trouvée du New Spring Garden (1661). Il fut réaménagé en 1732. Les Vauxhall Gardens étaient une sorte de parc d'attractions où le visiteur parcourait un univers de fausses ruines, d'arcs de triomphe ou de pavillons chinois, entendait de la musique et assistait à des spectacles pyrotechniques.

## France
Le succès de cette attraction suscita des répliques en France. Ce fut d'abord, à partir d'août 1764, le « jardin d'amusements » créé à Paris, sur le boulevard du nord du côté de la rue du Temple par l'artificier italien Giovanni Battista Torré, que le public appela d'emblée le Vauxhall de Torré. Jacques-Antoine Dulaure situe l’établissement à l’endroit où la rue de Lancry rejoint le boulevard Saint-Martin. 
Les frères Ruggieri créèrent ensuite un Vauxhall d'hiver qui s'installa en 1769 à la foire Saint-Germain. Samson-Nicolas Lenoir prit l'établissement à son compte et le transféra, sous le nom de Panthéon d'Hiver au Palais-Royal, foyer de la prostitution et du jeu, sur un terrain biscornu dont il tira habilement parti, rue Saint-Thomas-du-Louvre. On y trouvait un salon chinois, un café turc, et l'architecte y eut un appartement personnel. Les guides du temps décrivent des lieux « magiques, enchanteurs, galants et voluptueux » L'entrée coûtait une livre seize sols mais on pouvait également s'abonner pour une somme mensuelle de cinq à neuf livres.

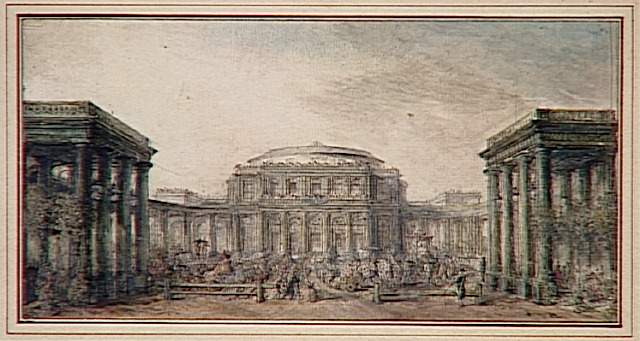
Gabriel de Saint-Aubin : Une fête au Colisée, vers 1775.

En 1771, fut inauguré le luxueux vauxhall du Colisée de Paris, élevé au nord des Champs-Élysées sur les plans de Louis-Denis Le Camus. Il fut exploité jusqu'en 1780. En 1779, lorsque se répandit la rumeur de la fermeture imminente de cet établissement alors fortement délabré, et de son acquisition envisagée par le comte d’Artois en vue de la construction d'un palais, un rédacteur du Journal politique ou Gazette des Gazettes estima que « la destruction du Colisée tournera infailliblement au profit du cirque, établi en concurrence sur les boulevards du midi ».
Le Cirque Royal, dit Vauxhall des boulevards du Midi fut érigé et inauguré en 1775 à la limite méridionale de Paris, au sud de la porte de la rue de Vaugirard. L'un des angles du terrain qu'occupait alors le Cirque Royal était formé par l'extrémité de cette rue et l'ancien Boulevard du Luxembourg (actuel boulevard du Montparnasse). Ce boulevard, section des Boulevards du Midi établis sur le Nouveau Cours tenait son nom de l'ancien quartier du Luxembourg qu'il longeait.
La mode des Vauxhall se répandit également en province : dès 1774, l'architecte Samson-Nicolas Lenoir construisit celui de Bordeaux. Le Wauxhall de Marseille, dit aussi le Pavillon chinois, fut construit en 1795.

## Pays-Bas méridionaux (Belgique)

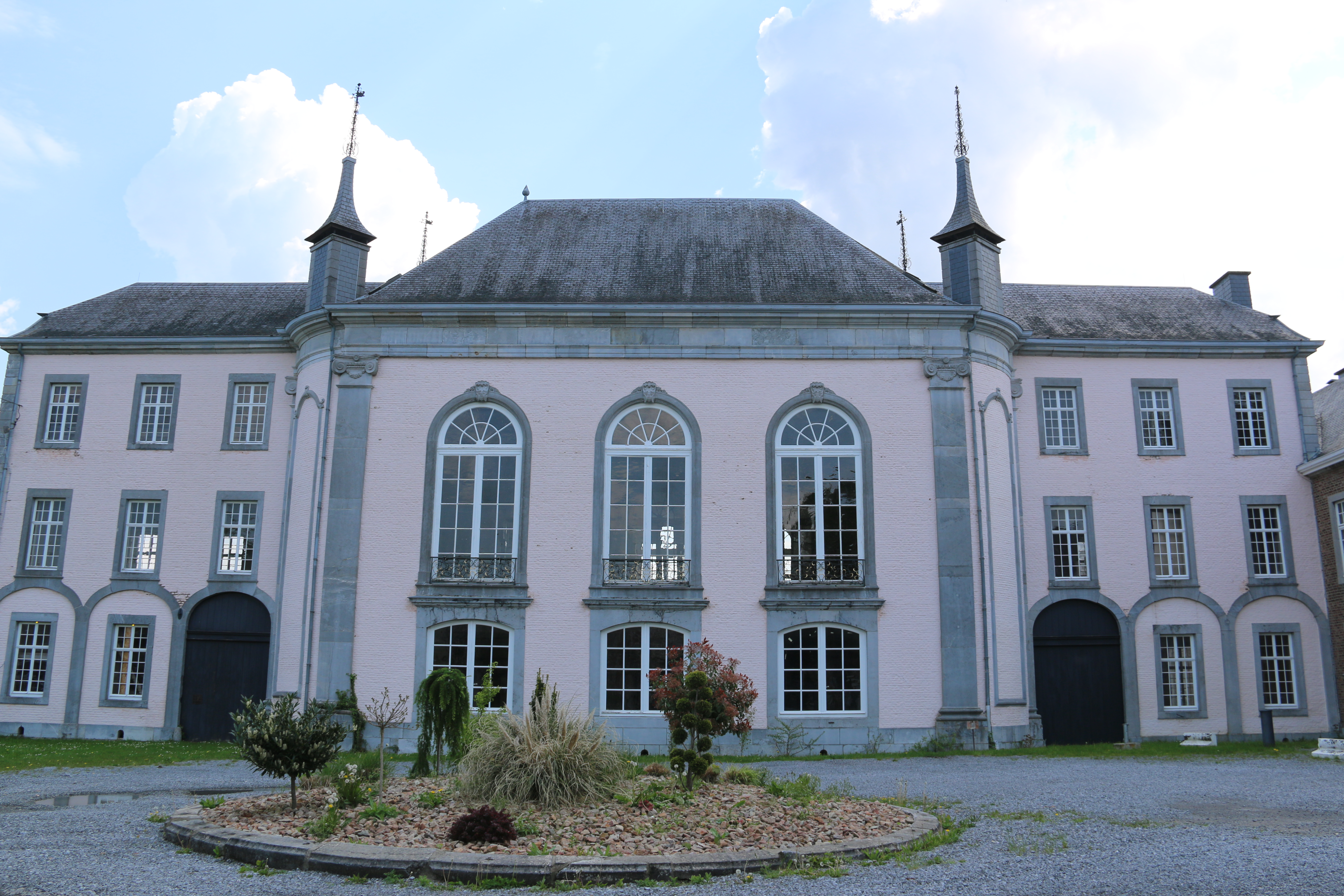
Bâtiment du Waux-Hall de Spa

Bruxelles n'eut connaissance du haut lieu londonien qu'en 1761, lorsqu'on donna au théâtre de la Monnaie un ballet intitulé Le Phaxal. Le Vauxhall de Bruxelles, à la fois débit de boissons, lieu de concert et salle de jeux, fut ouvert en 1781 par les frères Bultos, qui dirigeaient les théâtres de la Monnaie et du Parc.
Spa accueillit également à la même époque un établissement dénommé Waux-Hall.